# Nikolai Bulgakov
Nikolai Bulgakov (en ruso: Николай Михайлович Булгаков; Kochkor-Ata, RSS de Kirguistán; 15 de febrero de 1960-1 de octubre de 2023) fue un futbolista y entrenador de fútbol de Rusia que jugó en la posición de defensa.

## Carrera

### Jugador
| Periodo   | Club                     |
| --------- | ------------------------ |
| 1977-1980 | FC Alga Frunze           |
| 1980–1984 | PFC CSKA Moscow          |
| 1985–1992 | FC Iskra Smolensk        |
| 1993      | FC Krylia Sovetov Samara |
| 1994      | FC Baltika Kaliningrad   |
| 1995–1999 | FC Kristall Smolensk     |

### Entrenador
| Periodo | Club                 |
| ------- | -------------------- |
| 2001    | FC Oazis Yartsevo    |
| 2003    | FC Kristall Smolensk |

## Logros
- Segunda Liga Soviética (2): 1978, 1987